# Berane (município)
Berane é um município de Montenegro. Sua capital é a vila de Berane.

## Demografia
De acordo com o censo de 2003 a população do município era composta de:
- Sérvios (41,43%)
- Montenegrinos (22,70%)
- Bósnios (22,00%)
- Muçulmanos por nacionalidade (7,32%)
- Croatas (0,12%)
- Albaneses (0,10%)
- outros (0,87%)
- não declarados (5,46%)